# Jacob Fearnley
Pour les articles homonymes, voir Fearnley.
Jacob Fearnley, né le 15 juillet 2001 à Worcester, est un joueur de tennis britannique, professionnel depuis 2024.

## Biographie
Né à Worcester, Jacob Fearnley grandit en Écosse à Dalkeith en banlieue d'Édimbourg où sa famille s'installe lorsqu'il a 18 mois. À l'âge de 11 ans, il intègre l'académie de tennis de Merchiston.
Il fréquente le circuit ITF junior et remporte en octobre 2018 un tournoi à Sanxenxo contre Carlos Alcaraz. Il atteint le 27e rang en février 2019.
Il décide ensuite de jouer au tennis universitaire à la Texas Christian University à Fort Worth, au Texas. Il a notamment remporté les championnats nationaux en salle ITA en 2022 et 2023 et le championnat de première division de la NCAA en 2024.

## Carrière
En 2023, il dispute quatre tournois en Angleterre et s'adjuge le titre à Edgbaston. En février 2024, il s'impose au Luxembourg à Esch-sur-Alzette. Après son diplôme en kinésiologie, il rejoint le circuit professionnel en juin et remporte le premier tournoi qu'il dispute lors du Challenger de Nottingham en sortant des qualifications. Il reçoit peu après une invitation pour le tournoi de Wimbledon où il cède en quatre sets contre Novak Djokovic au second tour. Il confirme au niveau Challenger en s'imposant à Lincoln (Nebraska), Rennes et Orléans en battant les français Quentin Halys et Harold Mayot. Ces résultats lui permettent d'intégrer le top 100 en seulement cinq mois.
En 2025, il rentre pour la première fois de sa carrière dans un tableau de tournoi du Grand Chelem à l'Open d'Australie. Il s'impose contre Nick Kyrgios puis contre Arthur Cazaux avant de s'incliner au 3e tour contre Alexander Zverev. Fearnley fait ensuite ses débuts avec l'équipe de Grande-Bretagne de Coupe Davis lors du match de qualification contre le Japon. Il bat Kei Nishikori mais perd le lendemain contre Yoshihito Nishioka.
Pour ses débuts sur terre battue, il parvient au second tour à Barcelone et le 3e à Madrid. Il accède également au 3e tour à Roland-Garros après l'abandon d'Ugo Humbert au second tour.
Il est également connu pour une particularité étonnante, celle de ne jamais avoir perdu un match professionnel face à un joueur français, pour 19 confrontations à ce jour, le dernier en date étant Corentin Moutet battu 6-3, 2-6, 6-2 en 1/8e de finale de l'ATP 500 du Queen's.

## Parcours dans les tournois duGrand Chelem

### En simple
| Année | Open d'Australie | Open d'Australie | Internationaux de France | Internationaux de France | Wimbledon       | Wimbledon      | US Open | US Open   |
| ----- | ---------------- | ---------------- | ------------------------ | ------------------------ | --------------- | -------------- | ------- | --------- |
| 2024  | —                | —                | —                        | —                        | 2e tour (1/32)  | Novak Djokovic | Q1      | Paul Jubb |
| 2025  | 3e tour (1/16)   | Alexander Zverev | 3e tour (1/16)           | Cameron Norrie           | 1er tour (1/64) | João Fonseca   |         |           |

N.B. : à droite du résultat se trouve le nom de l'ultime adversaire.

## Parcours dans lesMasters 1000
| Année | Indian Wells        | Miami             | Monte-Carlo | Madrid              | Rome                  | Canada                  | Cincinnati        | Shanghai | Paris |
| ----- | ------------------- | ----------------- | ----------- | ------------------- | --------------------- | ----------------------- | ----------------- | -------- | ----- |
| 2025  | 1er tour J. Fonseca | 2e tour A. Zverev | —           | 3e tour G. Dimitrov | 2e tour M. Berrettini | 1er tour J. P. Ficovich | 1er tour Z. Bergs |          |       |

N.B. : sous le résultat se trouve le nom de l’ultime adversaire.

## Parcours enCoupe Davis
| #                                                                      | Date       | Lieu | Surface    | Gagnant(s)         | Perdant(s)     | Score     |          |
|                                                                        |            |      |            |                    |                |           |          |
| 2025 - Phase qualificative (1er tour) - Japon - Grand-Bretagne - 3 : 2 |            |      |            |                    |                |           |          |
| 1                                                                      | 31/01/2025 | Miki | Dur (int.) | Jacob Fearnley     | Kei Nishikori  | 6-3, 6-3  | Parcours |
| 2                                                                      | 01/02/2025 | Miki | Dur (int.) | Yoshihito Nishioka | Jacob Fearnley | 6-3, 7-60 | Parcours |

## Classements en fin de saison
| Année          | 2019 | 2020 | 2021 | 2022 | 2023 | 2024 |
| Rang en simple | 1006 | 1038 | 1194 | –    | 645  | 99   |
| Rang en double | –    | –    | 1468 | –    | 267  | 651  |

Source : (en) Classements de Jacob Fearnley sur le site officiel de la Fédération internationale de tennis